# O Guardador de Rebanhos
O Guardador de Rebanhos é um conjunto de poemas (49 no total) escritos pelo heterónimo Alberto Caeiro de Fernando Pessoa. Os poemas foram escritos em 1914 e Fernando Pessoa atribuiu sua génesis a uma única noite de insónia de Caeiro. Foram publicados em 1925 nas 4ª e 5ª edições da revista Athena, com excepção do 8º poema do conjunto que só viria a ser publicado em 1931, na revista Presença.
Esta obra encontra-se traduzida em inúmeros idiomas, inclusive em esperanto (2015) e em ido (2016), sendo ambas as traduções da autoria de Gonçalo Neves.